# Цветният воал
„Цветният воал“ (на английски: The Painted Veil) е американско-китайски филм от 2006 година, драма на режисьора Джон Къран по сценарий на Рон Нисуонър, базиран на едноименния роман на Съмърсет Моъм.
Действието се развива в Китай от 20-те години, а в центъра на сюжета е британски лекар, който, за да накаже младата си разглезена съпруга за нейна изневяра, заминава с нея за изолиран район, обхванат от епидемия на холера. Главните роли се изпълняват от Наоми Уотс, Едуард Нортън, Лийв Шрайбър, Тоби Джоунс, Антъни Уон.
„Цветният воал“ получава награда „Златен глобус“ за оригинална музика.